# Скала (Кефалиния)
Ска́ла (греч. Σκάλα) — село в Греции. Расположено на высоте 54 метра над уровнем моря на юго-восточном побережье острова Кефалинии в Ионическом море к северу от мыса Мунда, в 37 километрах к югу от административного центра — Аргостолиона, в 24 километрах к юго-востоку от города Сами и в 12 километрах к юго-западу от города Порос. Входит в общину Аргостолион в периферийной единице Кефалиния в периферии Ионические острова. Население 760 жителей по переписи 2011 года.

## История
В своём современном виде село начало отстраиваться с 1956 года, когда после разрушительного землетрясения 12 августа 1953 года старый город был разрушен, 36 жителей погибли, а сотни были ранены.
Древняя Скала находилась значительно выше по склону холма, в 5 километрах от побережья, что связано с греческой традицией строить поселения дальше от моря, чтобы избежать нападений пиратов. Название «Скала» переводится с греческого как «лестница», что, возможно, связано с внешним видом прежнего поселения, располагавшегося уступами на склоне холма, что издали напоминало лестницу.

### Достопримечательности

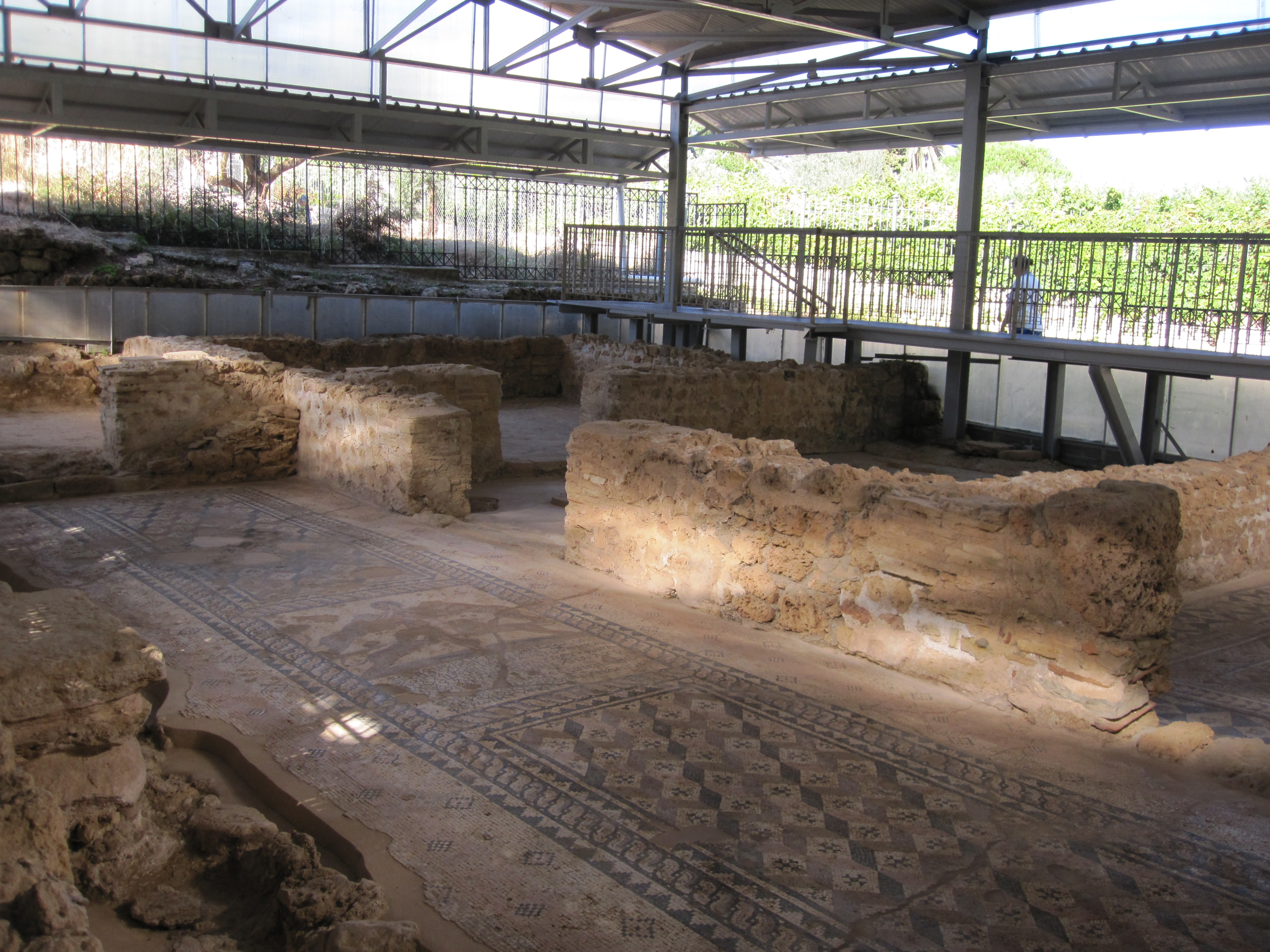
Руины римской виллы

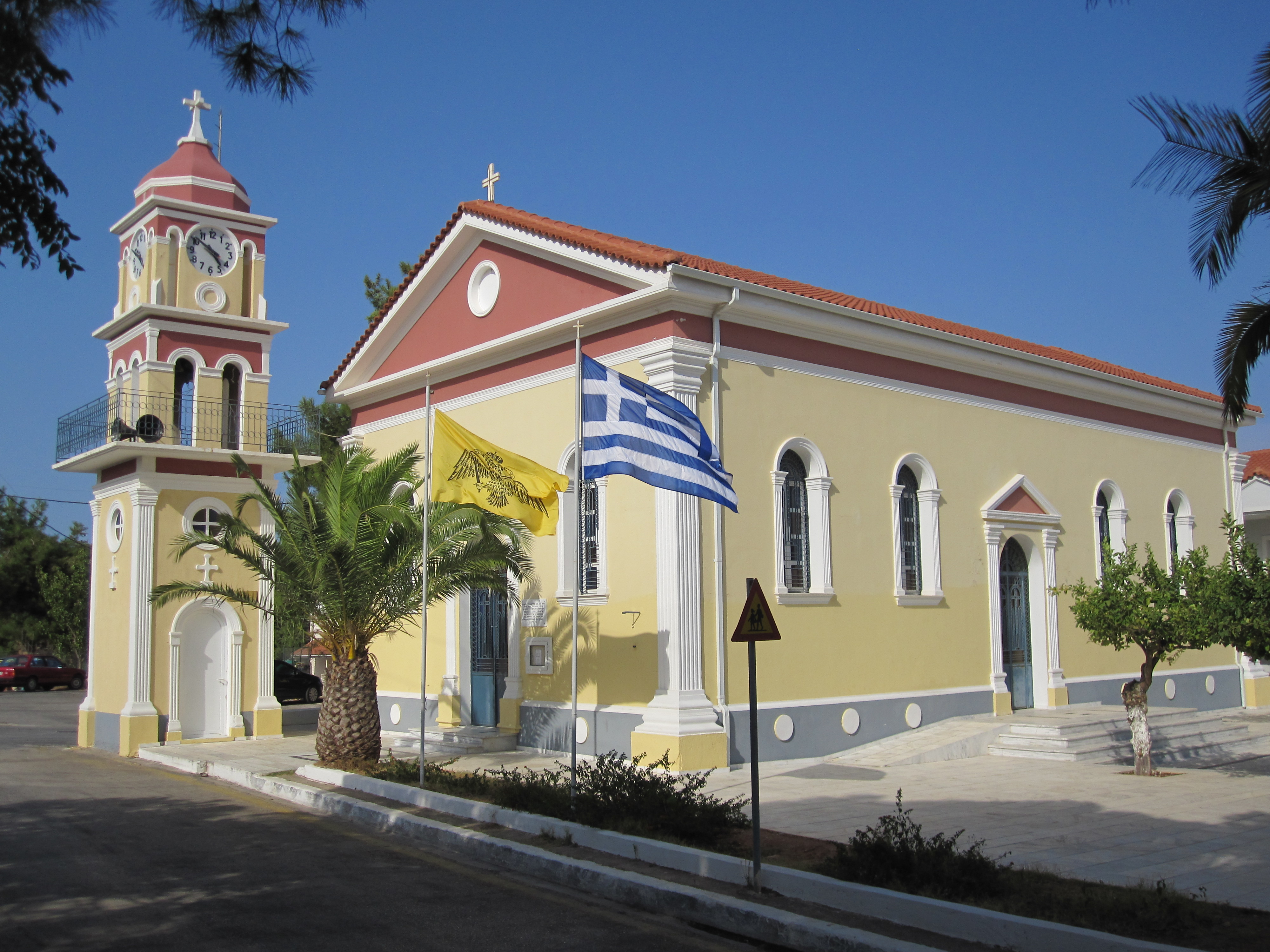
Церковь Айос-Ерасимос (св. Герасима Кефалонийского) в Скале

В 5 километрах от современной деревни находятся руины древней Скалы (разрушенной землетрясением 1953 года) с сохранившимися фундаментами римской эпохи, культовых и хозяйственных сооружений.
В 7 километрах от Скалы, в направлении к городу Поросу расположены руины древнего храма Аполлона, относящегося к VII веку с хорошо сохранившимися камнями фундамента и тремя дорическими колоннами.
В новой Скале, недалеко от центрального городского ядра, близ морского побережья, в 1957 году греческими археологами были обнаружены руины римской виллы III—IV веков с хорошо сохранившимися мозаиками пола.
После проведённых археологических раскопок и консервации мозаик руины виллы были преобразованы в музей и в настоящее время доступны для посетителей в первой половине дня в сопровождении местного гида.
В 1957 году на центральной площади была возведена церковь Айос-Ерасимос, построенная по типу базилики и освящённая в честь особо почитаемого местного православного святого Герасима Кефалонийского. В церкви установлен иконостас работы современных греческих мастеров. С северо-западной стороны к церкви примыкает трёхъярусная колокольня с расположенными в верхнем ярусе часами.
В храме (открыт для мирян только во время богослужений) находится почитаемая жителями города икона Божией Матери, а также иконописный образ св. Герасима Кефалонийского с укрепленным внизу иконы ковчегом с частью мощей святого, подвизавшегося на острове в XVI веке.

### Современное состояние

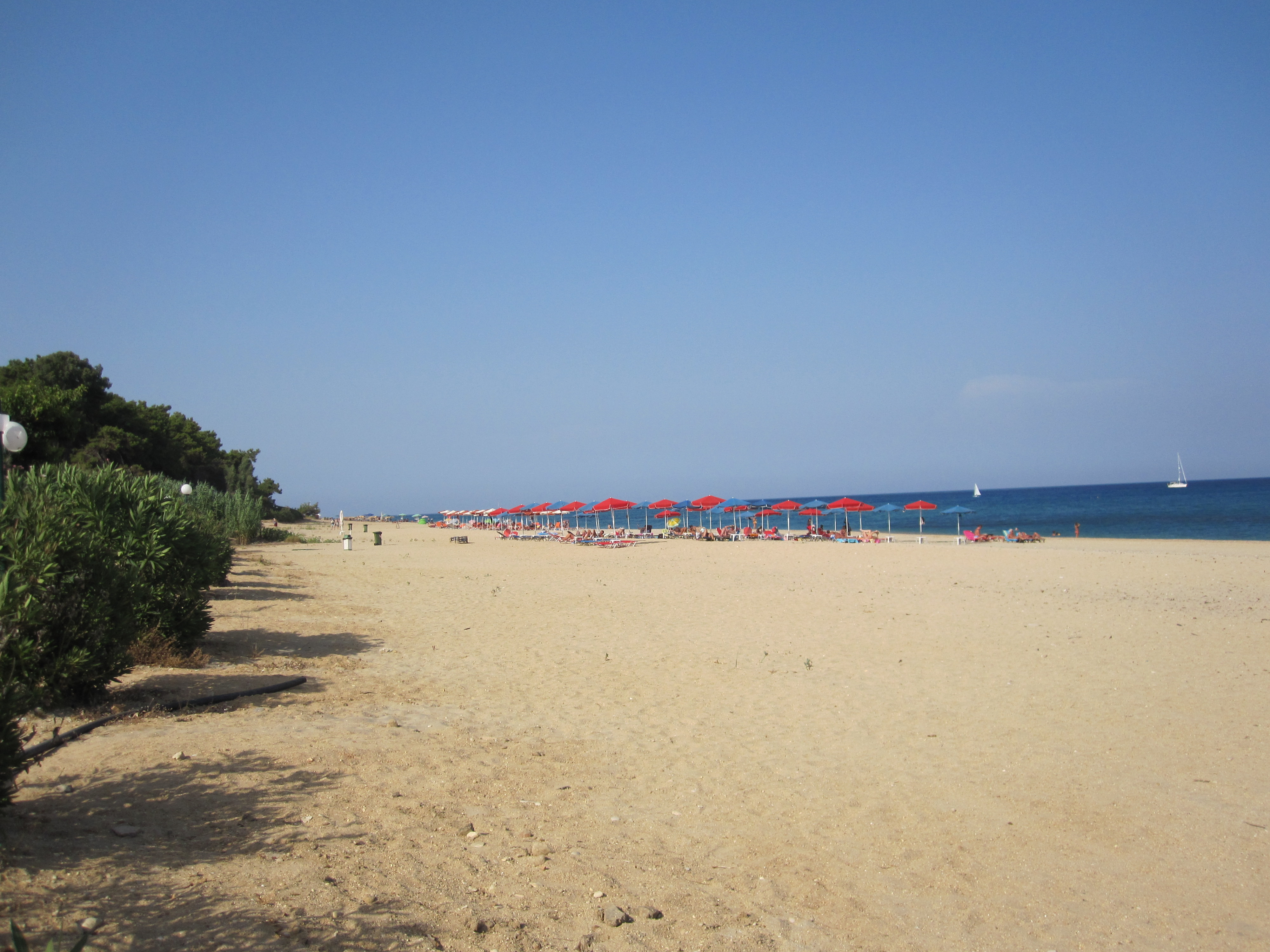
Пляж в Скале

В настоящее время Скала представляет из себя курорт, рассчитанный на приём иностранных туристов (большей частью из Великобритании), приезжающих в период с мая по октябрь на морское побережье.
Протяжённый (более 3 километров) песчано-галечный пляж в Скале считается одним из лучших на Кефалинии и славится своим близким и удобным расположением по отношению к многочисленным частным гостиницам, ресторанам и барам. Достаточно крутой спуск в воду и зыбкий грунт (смесь гальки с песком) вызывают определённые сложности при выходе из воды. Центральная часть пляжа оборудована многочисленными зонтиками от солнца и лежаками (стоимость двух мест — 5-6 евро). Обширные части пляжа не благоустроены.
В городе имеются около 30 частных гостиниц и ресторанов, 5 таверн и 10 баров, услуги по аренде автомашин, 3 супермаркета, 2 туристических агентства и около десятка сувенирных лавок.

## Транспорт
Летом в утреннее время из Скалы отправляются два автобуса общественного транспорта в административный центр острова Аргостолион; в зимнее время рейсовый автобус ходит один раз в сутки. Обратный автобус по маршруту Аргостолион — Скала отправляется после полудня, так как большинство магазинов в столичном городе острова закрываются в 14:00.
Ходит рейсовый автобус по маршруту Скала — Порос.

## Сельское хозяйство
До начала туристического бума 1990-х годов Скала была преимущественно поселением с сельскохозяйственным уклоном. Большинство жителей региона имеют собственные посадки винограда и оливковых деревьев. Имеются посадки лимона, апельсинов, грецкого ореха, миндаля и фиговых деревьев.
Животноводство ограничено разведением овец и коз (имеется небольшое стадо крупного рогатого скота). Пчеловодство славится своим местным мёдом с привкусом тимьяна.

## Сообщество Скала
Сообщество Скала создано в 1912 году (греч. ΦΕΚ 248Α). В сообщество Скала входят четыре населённых пункта. Население 923 жителя по переписи 2011 года. Площадь сообщества 15,054 квадратных километров.
| Населённый пункт | Население (2011), человек |
| ---------------- | ------------------------- |
| Алиматас         | 20                        |
| Радзаклион       | 118                       |
| Скала            | 760                       |
| Фаниес           | 25                        |

## Население
| Год  | Население, человек |
| ---- | ------------------ |
| 1991 | 438                |
| 2001 | 523                |
| 2011 | ↗ 760              |